# Erythroxylum panamense
Erythroxylum panamense là một loài thực vật có hoa trong họ Erythroxylaceae. Loài này được Turcz. mô tả khoa học đầu tiên năm 1853.